# Браєн Кук
Браєн Джошуа Кук (англ. Brian Joshua Cook; 4 грудня 1980) — американський професійний баскетболіст. Зараз є гравцем клубу НБА «Лос-Анджелес Кліпперс». Грає на позиції важкого форварда.

## Кар'єра в НБА
Кук був обраний на драфті 2003 під 24 номером «Лос-Анджелес Лейкерс». У перших двох сезонах його розцінювали, як резервіста на позиції Шакіла О'Ніла, тому зі 107 ігор, у котрих взяв участь Кук, лише у двох він виходив у стартовій п'ятірці. Після переходу О'Ніла у «Маямі Гіт» у Кука з'явилась нагода проявити себе у ролі гравця основи. У сезоні 2005-06 Кук не виходив на майданчик лише в одній грі регулярної першості. Кук не зміг закріпитись в основній п'ятірці, вже у наступному сезоні кількість виходів у стартовій п'ятірці зменшилась із 46 до 24.
20 листопада 2007 Кука обміняли у «Орландо Меджик».
19 лютого 2009 Кук був обміняний у «Х'юстон Рокетс», а рівно через рік — залишив команду.
9 липня 2010 Кук підписав контракт із «Кліпперс».

### Статистика кар'єри в НБА

#### Регулярний сезон
| Сезон   | Команда               | GP  | GS | MPG  | FG%  | 3P%  | FT%   | RPG | APG | SPG | BPG | PPG |
| ------- | --------------------- | --- | -- | ---- | ---- | ---- | ----- | --- | --- | --- | --- | --- |
| 2003–04 | Лос-Анджелес Лейкерс  | 35  | 2  | 12.6 | .475 | .000 | .750  | 2.9 | .6  | .5  | .5  | 4.4 |
| 2004–05 | Лос-Анджелес Лейкерс  | 72  | 0  | 15.1 | .417 | .392 | .757  | 3.0 | .5  | .3  | .4  | 6.4 |
| 2005–06 | Лос-Анджелес Лейкерс  | 81  | 46 | 19.0 | .511 | .429 | .832  | 3.4 | .9  | .5  | .4  | 7.9 |
| 2006–07 | Лос-Анджелес Лейкерс  | 65  | 24 | 15.7 | .453 | .400 | .723  | 3.3 | 1.0 | .4  | .4  | 6.9 |
| 2007–08 | Лос-Анджелес Лейкерс  | 6   | 2  | 11.7 | .190 | .200 | 1.000 | 1.7 | .5  | .3  | .0  | 2.3 |
| 2007–08 | Орландо Меджик        | 45  | 0  | 12.4 | .394 | .390 | .882  | 2.2 | .5  | .2  | .3  | 5.0 |
| 2008–09 | Орландо Меджик        | 21  | 0  | 7.0  | .383 | .440 | .833  | 1.3 | .2  | .1  | .0  | 3.0 |
| 2008–09 | Х'юстон Рокетс        | 9   | 0  | 2.8  | .313 | .400 | .000  | .6  | .1  | .0  | .3  | 1.3 |
| 2009–10 | Х'юстон Рокетс        | 15  | 0  | 2.9  | .304 | .222 | .714  | .6  | .1  | .0  | .1  | 1.4 |
| 2010–11 | Лос-Анджелес Кліпперс | 40  | 0  | 11.2 | .424 | .430 | .625  | 2.4 | .4  | .3  | .3  | 4.8 |
| 2011–12 | Лос-Анджелес Кліпперс | 16  | 0  | 7.6  | .224 | .185 | 1.000 | 1.4 | .1  | .1  | .3  | 1.9 |
| 2011–12 | Вашингтон Візардс     | 16  | 0  | 9.7  | .408 | .217 | .833  | 2.5 | .5  | .3  | .1  | 3.1 |
| Кар'єра |                       | 421 | 74 | 13.4 | .439 | .382 | .783  | 2.6 | .6  | .3  | .3  | 5.5 |

#### Плей-оф
| Сезон   | Команда              | GP | GS | MPG  | FG%  | 3P%  | FT%   | RPG | APG | SPG | BPG | PPG |
| ------- | -------------------- | -- | -- | ---- | ---- | ---- | ----- | --- | --- | --- | --- | --- |
| 2004    | Лос-Анджелес Лейкерс | 13 | 0  | 3.5  | .333 | .000 | 1.000 | .9  | .1  | .1  | .0  | .9  |
| 2006    | Лос-Анджелес Лейкерс | 7  | 0  | 11.1 | .391 | .364 | 1.000 | 3.1 | 1.1 | .1  | .0  | 6.3 |
| 2007    | Лос-Анджелес Лейкерс | 5  | 0  | 10.2 | .333 | .429 | 1.000 | 1.2 | .0  | .0  | .2  | 3.6 |
| 2009    | Х'юстон Рокетс       | 6  | 0  | 5.3  | .267 | .222 | .000  | 2.0 | .5  | .3  | .2  | 1.7 |
| Кар'єра |                      | 31 | 0  | 6.7  | .351 | .333 | 1.000 | 1.7 | .4  | .1  | .1  | 2.7 |